# 熊天平
熊天平（Panda，1969年8月24日—），本名熊威，台灣男歌手，出生于台中市和平區谷關，畢業於文化大學韓國語文學系，出道前曾擔任過滑雪教練、國家滑雪隊儲訓隊員。
熊天平1997年與動力火車共同被上華唱片列為年度新人而出道，出版第1張個人專輯《愛情多惱河》，同年也憑著寫給齊秦演唱的《火柴天堂》獲得第8屆金曲獎流行音樂類最佳作詞人獎。至今已發行十多張音樂作品，並為許多歌手擔任詞曲創作。2005年與在中国大陆工作時結識的歌手楊洋（北京出身）結婚。2009年和妻子楊洋於7月推出了公益新歌《團團圓圓》。

## 最初的藝名
拜熊天平三字街知巷聞，反倒讓「熊天逸」這最初的藝名，不復大眾憶記。「剛進上華，總經理許常德覺得本名熊威，比較陽剛，於是想了一個跟文藝青年接近的名字，就用飄逸的『逸』，唱情歌更適合。」然而，這藝名的壽命不到一個月，只出現在1996年底發行的齊秦《絲路》專輯內頁，1997年元月發行的首張個人專輯《愛情多瑙河》，即改為熊天平。「因為林秋離老師夫人熊美玲的哥哥，剛好也叫熊天益（同音）。」為避免混淆，於是一名二改。

## 音樂作品

### 原創專輯
| 發行日期      | 專輯名稱   | 專輯型態      | 語言 | 曲目 |
| 1997年1月17日 | 愛情多惱河 | 第1張國語專輯 | 國語 | 1. 愚人碼頭 2. 愛情多惱河 3. 你的眼睛 Feat.許茹芸 4. 不讓步 5. Goodbye Windflower 6. 太去在意 7. 擺脫 8. 玻璃娃娃 9. 相思無解 10. 週末下雨 11. 忠貞 12. 夜夜夜夜(demo) |
| 1997年10月7日 | 雪候鳥     | 第2張國語專輯 | 國語 | 1. Mr.Moon 2. 雪候鳥 3. 大雨帶我逃亡 4. 順其自然 5. 迷思左岸 6. 月亮森林 7. 你的晴天我的雨天 8. 心有靈犀 9. 藏書人 10. 夢田農夫                                        |
| 1998年7月     | 最後還是會 | 第3張國語專輯 | 國語 | 1. 難說 2. 最後還是會 3. 心碎的冰咖啡 4. 左手的情詩 5. 天的上面 海的外面 6. 地平線 7. I Wish 8. 素描Pa Pa 9. 束縛 10. 我是忙碌的 11. 我愛你 12. 每一分每一秒都給你     |
| 1999年1月     | 傻哥歌     | 第1張粵語專輯 | 粵語 | 1. 傻哥歌 2. 五月的雪花 3. 賣情人 4. 假如 5. 失戀第五天 6. 我心不痛 7. 快樂時光 8. 不再想太多 9. 洛杉磯的心事 10. 感動 11. Yes I Do                                    |
| 2000年2月11日 | 我都在乎   | 第4張國語專輯 | 國語 | 1. 我都在乎 2. 如果可以 3. 就此算了嗎 4. 不換 5. 單身移民 6. 就愛到這裡 7. 你在下個路口等我 8. 碎心沙漠 9. 不想愛 10. 私人回憶海灘                                     |

### Demo專輯
| 發行日期  | 專輯名稱         | 專輯型態      | 語言 | 曲目 |
| 1997年5月 | 火柴天堂         | 第1張Demo專輯 | 國語 | 1. 每一分每一秒都給你 2. 火柴天堂 3. 最好忘記我 4. 我的愛(韓文) 5. Goodbye Windflower 6. 太去在意 7. 賣一杯嬌柔 8. 依偎 9. 你的眼睛 10. 擺脫 11. 週末下雨 12. 愛情多惱河 |
| 1998年7月 | 甘心             | 第2張Demo專輯 | 國語 | 1. 與世隔絕 2. 心有靈犀(Demo) 3. 束縛(Demo) 4. 夢田農夫(Demo) 5. 甘心 6. 雪候鳥(Demo) 7. 相思無解(Demo) 8. 我是忙碌的(Demo) 9. 順其自然(Demo) 10. Mr.Moon(Demo) 11. 魔鏡 |
| 1998年8月 | 另一類吉他創作集 | 第3張Demo專輯 | 國語 | 1. 魔鏡 2. 愛情多惱河 3. 與世隔絕 4. Goodbye Windflower 5. 舊地址 6. 素描Pa Pa 7. 火柴天堂 8. 你的眼睛 9. 傷心證明書 10. Mr.Moon 11. 心有靈犀 12. 夜夜夜夜(Demo)         |

### 精選專輯
| 發行日期      | 專輯名稱   | 專輯型態      | 語言      | 曲目 |
| 1998年2月     | 熊心萬丈   | 第1張精選專輯 | 國語      | 1. 玻璃娃娃 2. Mr.Moon(Demo) 3. 火柴天堂 4. 雪候鳥(Demo) 5. 心有靈犀 6. 夜夜夜夜 7. 你的眼睛 8. goodbye windflower 9. 愚人碼頭 10. 月亮森林 11. 每一分每一秒都給你 12. 愛情電影                                         |
| 1999年4月16日 | 一個人流浪 | 第2張精選專輯 | 國語      | 1. 野心 2. 一個人流浪 3. 雪候鳥 4. 愛情電影 5. 火柴天堂(Demo) 6. MR.MOON 7. 夜夜夜夜(Demo) 8. 我只能相信你 9. 愛情多惱河 10. 愚人碼頭 11. I Wish 12. 難說 13. 你的眼睛 14. 擺脫 15. 大雨帶我逃亡 16. 每一分每一秒都給你 |
| 2000年3月     | 流金十載   | 第3張精選專輯 | 國語/粵語 | 1. 與世隔絕 2. 你的眼睛 3. Mr.Moon 4. 愛情多惱河 5. 甘心 6. 愚人碼頭 7. I Wish 8. 一個人流浪 9. 雪候鳥 10. 最後還是會 11. 每一分每一秒都給你 12. 火柴天堂 13. 心碎的冰咖啡 14. 魔鏡 15. 傻哥歌 16. 五月的雪花           |
| 2006年11月    | 十年全記錄 | 第4張精選專輯 | 國語      | 1. Jasmine 2. 愛情多瑙河 3. 火柴天堂 4. 秋戀 5. 身邊 6. 人算不如天算 7. 夜夜夜夜 8. 愚人碼頭(& 齊秦) 9. 雪候鳥 10. 旁觀者 11. 你的眼睛 12. 我不想把你拖累 13. 天涯共此時                                                |

### EP
| 發行日期   | 專輯名稱       | 專輯型態    | 語言 | 曲目                                                                   |
| 1998年10月 | 不再想太多     | 第1張粵語EP | 粵語 | 1. 不再想太多 2. 五月的雪花 3. 假如 4. 我心不痛 5. 五月的雪花(Karaoke) |
| 2019年2月  | 幸福像陽光一樣 | 第1張國語EP | 國語 | 1. 幸福像陽光一樣 2. 我很想家 3. 祝你快樂                              |

### 單曲
| 發行日期   | 歌曲名稱       | 語言 | 備註                               |
| 1999年7月  | 蝸牛           | 國語 | 與齊秦、許茹芸、動力火車、李潔合唱 |
| 2009年7月  | 團團圓圓       | 國語 | 與楊洋合唱                         |
| 2015年11月 | 一家親一個夢   | 國語 | 與楊洋合唱                         |
| 2017年11月 | 幸福像陽光一樣 | 國語 | 與楊洋合唱                         |
| 2017年11月 | 我很想家       | 國語 | 與楊洋合唱                         |
| 2019年2月  | 情進千萬家     | 國語 | 與楊洋合唱                         |
| 2019年6月  | 有你真精彩     | 國語 | 與楊洋合唱                         |
| 2020年2月  | 我們心相連     | 國語 | 與楊洋合唱                         |
| 2020年5月  | 暢遊北京       | 國語 | 與楊洋合唱                         |
| 2020年8月  | 愛在夏天       | 國語 | 與楊洋合唱                         |
| 2020年11月 | 相愛在秋天     | 國語 | 與楊洋合唱                         |
| 2023年10月 | 甘願一生交乎你 | 台語 | 與楊洋合唱                         |

### 合輯
| 發行日期   | 歌曲名稱         | 專輯名稱            | 語言 | 備註 |
| 1988年4月  | 歲末心曲         | 青春之星2-快樂悲傷  | 國語 | ICRT全國大專音樂創作比賽(第二屆青春之星校際音樂大賽)                                                       |
| 1996年12月 | 星星是窮人的鑽石 | 1996年度國語總冠軍  | 國語 | 齊秦、許茹芸、阮丹青合唱                                                                                   |
| 1999年10月 | 我真的愛錯       | 亞洲創作人原音大碟2 | 國語 | 原唱陳潔儀                                                                                                 |
| 1999年12月 | 讓心勇敢飛       | 讓心勇敢飛          | 國語 | 劉德華、品冠、齊秦、林憶蓮、柯以敏、張惠妹、范曉萱、張信哲、光良、周華健、庾澄慶、許茹芸、辛曉琪、李玟合唱 |
| 2008年1月  | 愛的真正重量     | 天使之翼            | 國語 | 電視原聲帶                                                                                                 |

## 戲劇作品
電視劇
| 播映日期     | 戲劇名稱   | 演出角色 | 播出頻道 | 同劇演員 |
| 2003年4月3日 | 少年史艷文 | 嘉靖皇帝 | 台視     | 駱力煒、江淑娜、秦風、夏如芝、呂頌賢、六月、龍劭華、羅時豐、趙自強、何豪傑、衛子雲、林立青、陳冠霖、九孔、廖偉凡 |

舞台劇
| 首演日期      | 戲劇名稱       | 劇團名稱 | 同劇演員             |
| 1999年7月30日 | 東方搖滾仲夏夜 | 果陀劇團 | 齊豫、陳幼芳、顏嘉樂 |

## 出版書籍
| 發行日期      | 書籍名稱       | 作者           | 出版社                   | 語言     | ISBN          |
| 2007年9月11日 | 熊天平瘦身日記 | 熊天平、朱孝雯 | 大塊文化出版股份有限公司 | 正體中文 | 9789867059918 |

## 獲獎紀錄
| 獲獎日期     | 頒獎地點 | 典禮名稱    | 獎項名稱             | 獲獎作品 | 獲獎人      |
| 1997年1月4日 | 台灣     | 第8屆金曲獎 | 流行音樂類最佳作詞人 | 火柴天堂 | 熊威/趙俊傑 |